# Хоплит
Хоплити (ст.гр.: ед.ч: ὁπλίτης) са тежковъоръжени пехотинци в Древна Гърция, бойци от античните полиси, които се бият заедно във военни формации – фаланги. Появяват се към края на 8 в. пр.н.е. и наименованието им произлиза от щита, който носят – хоплон (ст.гр.: ὅπλον). Най-голяма слава са имали спартанските хоплити, които са били само и единствено спартиати.

## Въоръжение
Хоплон или аспис – голям кръгъл тежък щит. Той е използван и като носилка, на която са пренасяни ранените или загинали войници, от където произлиза фразата, с която спартанските майки изпращат синовете си на война: „С щита, или на щита!“. Щитовете са дървени, покрити с бронз, обикновено с тегло ок. 5 кг. Хоплитите образуват плътна стена от щитове с които прикриват както себе си, така и стоящия до тях.
Къс прав меч с дължина 40 – 45 см., ксифос (къс крив меч), или по-рядко махайра. Това оръжие служи повече за намушкване отколкото за сечене. Ножницата на меча се носи на къс ремък, така че се намира под лявата пазва на боеца, който може да извади меча с дясната си ръка, без да изпуска щита. Меча при хоплитите е почти винаги второстепенно, резервно оръжие, което те рядко предпочитат да употребяват, освен в случаи когато копията им са счупени.
Копие с дължина 2,2 м с острие на двата края. Нарича се дорик (dory). На изображения от по ранните периоди хоплитите често имат и второ копие, използвано вероятно за хвърляне, но в по-късния период (класическия), разполагат само с едно копие. Най-често прилагат надраменен захват при боя.
Защитното въоръжение на хоплитите се състои от тежка бронзова или медна ризница (при спартанците достигаща тегло до 2 таланта – 2x26 килограма). Сравнително тежкото им въоръжение и екипировка обаче ги прави бавни и тромави при преследване на по-леки противници. През класическия период и по-късно, масово явление е използването на по-леките кожени ризници с прикрепени по тях метални пластини. На главата, хоплитът носи метален шлем, с кожена или плъстена подплата.
Съществуват три вида шлемове, като най-предпочитан е коринтският – с неподвижен нос и надбузници, които покриват цялата глава и оставят място само за очите и устата. Поради своята цена, тежест, ограничителност на полезрението и неудобство този тип шлемове отпадат от масова употреба още по времето на Пелопонеската война. По-късно предпочетаните типове са атическия, беотийския, и др. За защита на краката хоплитите често използват медни или бронзови наколенници.
Александър Велики е разчитал понякога и на съюзни хоплити за победите си над Персийската империя, макар че през 4 – 3 век пр.н.е. тяхната роля във военното дело започва да намалява. С еволюцията на военното дело през елинистическия период се появяват нови разновидности на класическите хоплити, като екдромои и ификратидови хоплити, както и някои иновативни видове войски, произлизащи от хоплитите – туреофори, торакитаи и др. Като цяло обаче хоплитите постепенно се превръщат в тактическа отживелица и са изместени на бойното поле от македонската фаланга и по-късно от римските легиони.